# Butaritari
Butaritari, precedentemente conosciuto come Makin, è un atollo delle isole Gilbert costituito da 10 isole nell'Oceano Pacifico. Fa parte della nazione delle Kiribati.

## Descrizione
L'atollo di Butaritari è stato conosciuto per lungo tempo come atollo di Makin. Lo stesso Makin, per distinguerlo, venne conosciuto come Makin Meang o Little Makin. Oggi Butaritari è divenuto il nome preferito e quello della costituzione del 1979 per l'atollo più grande.
L'atollo di Butaritari ha una superficie di 13.49 km² e una popolazione di 4.346 persone (2010) mentre l'isola di Makin ha 1.798 abitanti e una superficie di 7,89 km².
Fu su questo atollo che avvenne la prima offensiva terrestre degli Stati Uniti (Raid di Makin nel 1942) nella campagna del Pacifico, durante la seconda guerra mondiale. La conquista definitiva, avvenne alla fine del 1943.